# Serie D 2017/2018
Soutěžní ročník Serie D 2017/18 byl 70. ročník čtvrté nejvyšší italské fotbalové ligy.  Soutěž začala 3. září 2017 a skončila 6. května 2018. Účastnilo se jí celkem 167 týmů rozdělené do devíti skupin. Z každé skupiny vítěz postoupil do třetí ligy a do play off o vítězství v Serii D. Poslední dva kluby v každé skupině sestoupili o úroveň níž (Eccellenza) přímo, třetí sestoupil z play out.